# Jüdischer Friedhof (Komárno)
Koordinaten: 47° 45′ 55,5″ N, 18° 6′ 50″ O

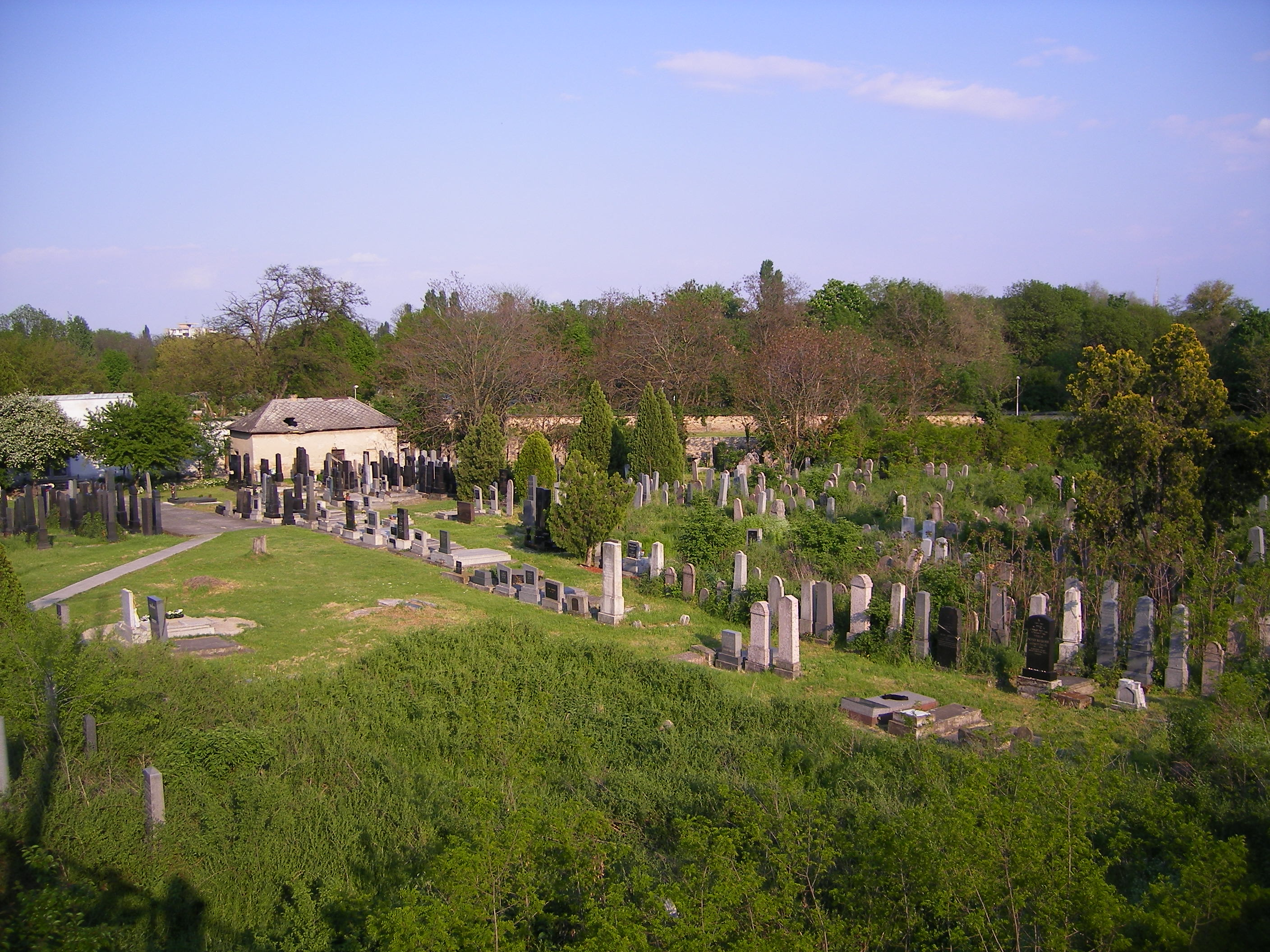
Jüdischer Friedhof in Komárno mit Taharahaus im Hintergrund

Der Jüdische Friedhof in Komárno, einer slowakischen Stadt im Bezirk Komárno, wurde Anfang des 19. Jahrhunderts errichtet und bis zum Zweiten Weltkrieg belegt.
Der jüdische Friedhof wurde durch den Bau einer Straße im Jahr 1976 verkleinert und die Gräber wurden zuvor umgebettet. Am Rande des Friedhofs ist noch das Taharahaus erhalten.